# Бурчин, Иван
Иван Бурчин (болг. Иван Бурчин; 9 декабря 1952, Мизия) — болгарский гребец-каноист, выступал за сборную Болгарии на всём протяжении 1970-х годов. Бронзовый призёр летних Олимпийских игр в Мюнхене, бронзовый призёр чемпионата мира, победитель многих регат национального и международного значения.

## Биография
Иван Бурчин родился 9 декабря 1952 года в городе Мизия Врацкой области.
Первого серьёзного успеха на взрослом международном уровне добился в 1972 году, когда попал в основной состав болгарской национальной сборной и благодаря череде удачных выступлений удостоился права защищать честь страны на летних Олимпийских играх в Мюнхене. Стартовал здесь в паре Федей Дамяновым в двойках на тысяче метрах и завоевал бронзовую олимпийскую медаль — в решающем заезде его обошли только экипажи из СССР и Румынии.
После мюнхенской Олимпиады Бурчин остался в основном составе гребной команды Болгарии и продолжил принимать участие в крупнейших международных регатах. Так, в 1975 он побывал на чемпионате мира в югославском Белграде, откуда привёз награду бронзового достоинства, выигранную вместе со Стефаном Илиевым в зачёте двухместных каноэ на дистанции 10000 метров.
Будучи одним из лидеров болгарской национальной сборной, благополучно прошёл квалификацию на Олимпийские игры 1976 года в Монреале — на сей раз выступал в двойках с Красимиром Христовым, но в число призёров попасть не смог: в полукилометровой гонке занял в финале шестое место, тогда как в километровой стал только седьмым. Вскоре по окончании этих соревнований принял решение завершить карьеру профессионального спортсмена, уступив место в сборной молодым болгарским гребцам.